# Cyphia alba
Cyphia alba är en klockväxtart som beskrevs av Nicholas Edward Brown. Cyphia alba ingår i släktet Cyphia, och familjen klockväxter.
Artens utbredningsområde är Zimbabwe. Inga underarter finns listade i Catalogue of Life.